# Taylor Wilde
Shantelle Larissa Malawski (née le 26 janvier 1986 à Toronto) est une catcheuse (lutteuse professionnelle) canadienne connue qui travaille actuellement à Impact Wrestling sous le nom de Taylor Wilde.
Elle débute sur le circuit indépendant avant de signer un contrat avec la World Wrestling Entertainment début 2006 avant d'être renvoyée un an plus tard. Elle rejoint la TNA en 2008 où elle remporte le championnat féminin des Knockouts de la TNA, elle est aussi la première championne par équipe des Knockouts de la TNA avec Sarita et le devient une seconde fois avec Hamada. Elle quitte cette fédération à l'automne 2010 et arrête sa carrière début 2011.

## Jeunesse
Malawski se passionne pour le catch en grandissant. Elle étudie au lycée au Silverthorn Collegiate Institute de Toronto et travaille aussi dans une salle de sport.

## Carrière

### Circuit indépendant (2003-2006)
Alors qu'elle travaille dans une salle de sport, elle entend parler d'une école de catch. Elle décide d'y aller et s'entraîne auprès de Rob Etcheverria. Elle apparaît dans le documentaire Slam Bam que diffuse Discovery Channel Canada en décembre 2004 aux côtés d'autres élèves d'Etcheverria.
Elle remporte son premier combat le 21 janvier 2005 à la Border City Wrestling, une fédération de l'Ontario, face à Tiana Ringer. Le 6 novembre, les deux jeunes femmes se retrouvent à la Shimmer Women Athletes et s'affrontent dans SHIMMER Volume 1 avec une deuxième victoire de Shantelle. Ringer fait équipe avec Cheerleader Melissa avec qui elle réussit à vaincre Shantelle et Ariel (en).

### World Wrestling Entertainment (2006-2007)
En mai 2006, Malawski signe un contrat avec la World Wrestling Entertainment (WWE) qui l'envoie dans son club-école, la Deep South Wrestling. Elle y fait son premier combat le 27 juin sous le nom de Shantelle. Elle devient la rivale de Krissy Vaine (en) et d'Angel Williams notamment.
Elle quitte la Deep South Wrestling et la WWE l'envoie à la Florida Championship Wrestling en 2007. Elle fait aussi quelques apparitions dans les spectacles non télévisés de l'ECW en janvier 2007. La WWE décide de mettre fin à son contrat le 14 août.

### Total Nonstop Action Wrestling (2008-2010)

#### Débuts et championne desKnockouts(2008)
Le 16 avril 2008, Malawski participe sous le nom de Shantelle Taylor à un match diffusé avant l'enregistrement d'Impact !, l'émission hebdomadaire de la Total Nonstop Action Wrestling (TNA). La TNA décide de lui faire signer un contrat début juin.Elle commence par apparaître dans le public le 29 mai en étant une des fans qui souhaite affronter Awesome Kong dans un 25 000 dollars Challenge. Kong décide de l'affronter le 19 juin et ce combat se conclut par une victoire expéditive de Kong. Le 3 juillet, elle réussit à battre Raisha Saeed.

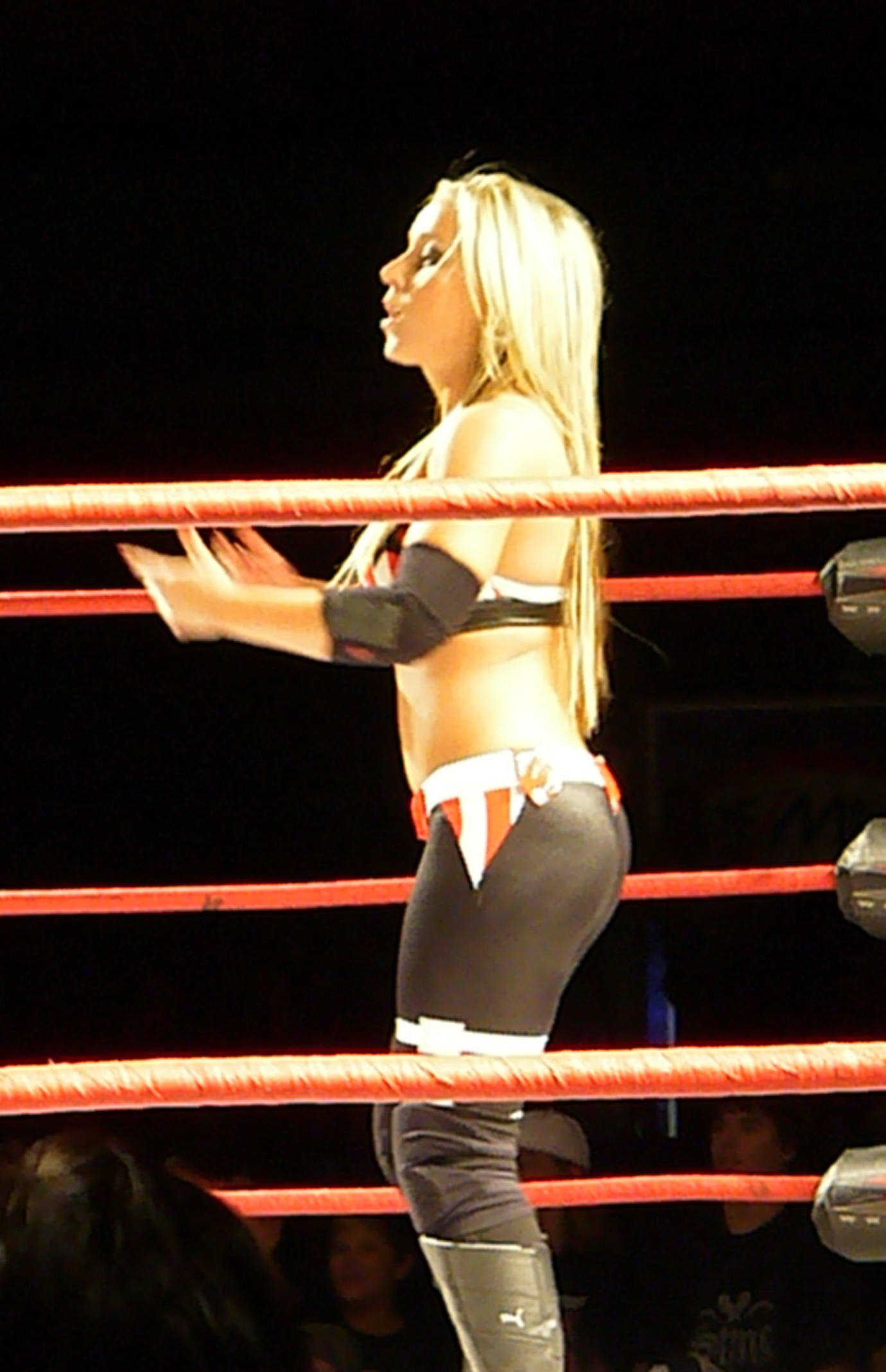
Taylor Wilde à la TNA en septembre 2008, lors d'un show à Londres.

#### Rivalités diverses, TNA Knockout Tag Team Champion et départ (2009-2010)
À Lockdown 2009 elle participe à un Triple Threat match Cage match pour le TNA Knockouts Championship contre Awesome Kong et Angelina Love, mais c'est cette dernière qui remporte le match.
À Slammiversary 2009, elle et Abyss battent Daffney et Raven dans un Monster's ball match mixte.
À No Surrender 2009, elle et Sarita deviennent les premières TNA Knockout Tag Team Champions en battant Velvet Sky et Madison Rayne. Taylor devient ainsi la première knockout à avoir possédé les deux titres féminins de la TNA au cours de sa carrière.
À Bound for Glory 2009, Taylor et Sarita conservent leurs titres face à The Beautiful People. Elle les perdront le 4 janvier 2010 contre Awesome Kong et Hamada.
Le 27 juillet 2010 (diffusé le 5 août), Wilde et Hamada remportent le Tna Knockout Tag Team Championship en battant les Beautiful People (Velvet Sky et Lacey Von Erich). Toutes deux deviennent les premières à remporter le championnat plus d'une fois dans leur carrière.
Le 6 décembre, elles perdent le titre à cause du renvoi d'Hamada de la TNA. Trois jours plus tard, la TNA annonce que Taylor Wilde est également renvoyée.

### Retraite (2011-2020)
Le 10 janvier 2011, Malawski a annoncé qu'elle se retirait de la lutte professionnelle afin de se concentrer sur ses études de psychologie.
Elle a combattu son match de retraite le 5 février 2011, lors d'un événement co-promu ChickFight et Pro Wrestling Revolution où elle a été vaincue par Alissa Flash.

### Retour à Impact Wrestling (2021-...)
Au début de 2021, il a été rapporté que Malawski revenait à Impact Wrestling.
Lors de Impact du 8 avril 2021, une vignette est diffusée pour promouvoir son retour à Impact Wrestling. Lors de Rebellion, elle fait son retour en sauvant Tenille Dashwood, de l'attaque de Deonna Purrazzo, Kimber Lee et Susie.
Le 17 août 2022, elle confirme qu'elle est toujours sous contrat avec la compagnie et qu'elle peut revenir à tout moment.

## Vie privée
En dehors des rings, Malawski suit des études de psychologie dans l'Université York. Elle a l'intention d'étudier le journalisme dans l'école Seneca.
Le 12 novembre 2017, Malawsli annonce sur les réseaux sociaux qu'elle est enceinte et que son accouchement est prévu en avril 2018. La semaine suivante, elle se marie. Le 20 avril 2018, elle donne naissance à une fille nommée Taylor John.

## Palmarès et récompenses de magazines
- New Vision Pro Wrestling
  - 1 fois NVPW Women's Champion
- RingDivas Women's Wrestling

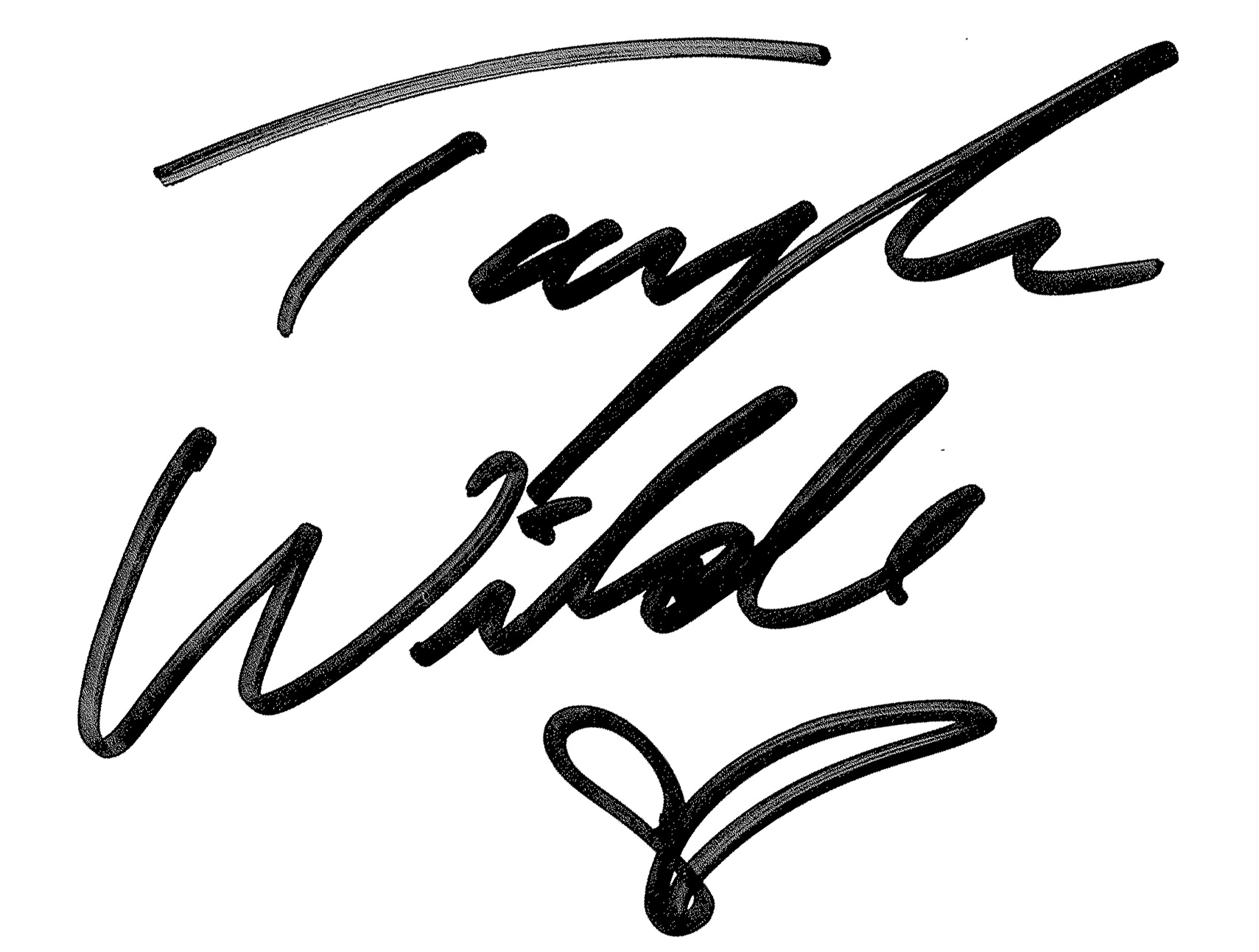
Autographe de Taylor Wilde.

  - 1 fois RingDivas FightGirl World Champion
- Total Nonstop Action Wrestling
  - 1 fois TNA Women's Knockout Champion
  - 3 fois TNA Knockout Tag Team Champion avec Sarita (1, premières), Hamada (1) et KiLynn King (1) (actuelle)
- Women Superstars Uncensored
  - 1 fois WSU Tag Team Championship avec Amy Lee

## Récompenses des magazines
- Pro Wrestling Illustrated

| Année | 2008 | 2009 | 2010 | 2011 à 2022 | 2023 |
| ----- | ---- | ---- | ---- | ----------- | ---- |
| Rang  | 13   | 10   | 18   | Non classée | 99   |